# 1666 en musique classique
| \| • Retour à la chronologie générale de la musique classique • \| |
| Grèce • Rome • Haut Moyen Âge • VIIIe siècle • IXe siècle • Xe siècle • XIe siècle XIIe siècle • XIIIe siècle • XIVe siècle • XVe siècle • XVIe siècle • XVIIe siècle XVIIIe siècle • XIXe siècle • XXe siècle • XXIe siècle |
| • Retour à la chronologie générale de la musique classique • |

| Années en musique classique : 1663 - 1664 - 1665 - 1666 - 1667 - 1668 - 1669    |
| Décennies en musique classique : 1630 - 1640 - 1650 - 1660 - 1670 - 1680 - 1690 |

## Événements
- Fondation de l'Accademia Filarmonica di Bologna par Vincenzo Maria Carrati.

## Naissances

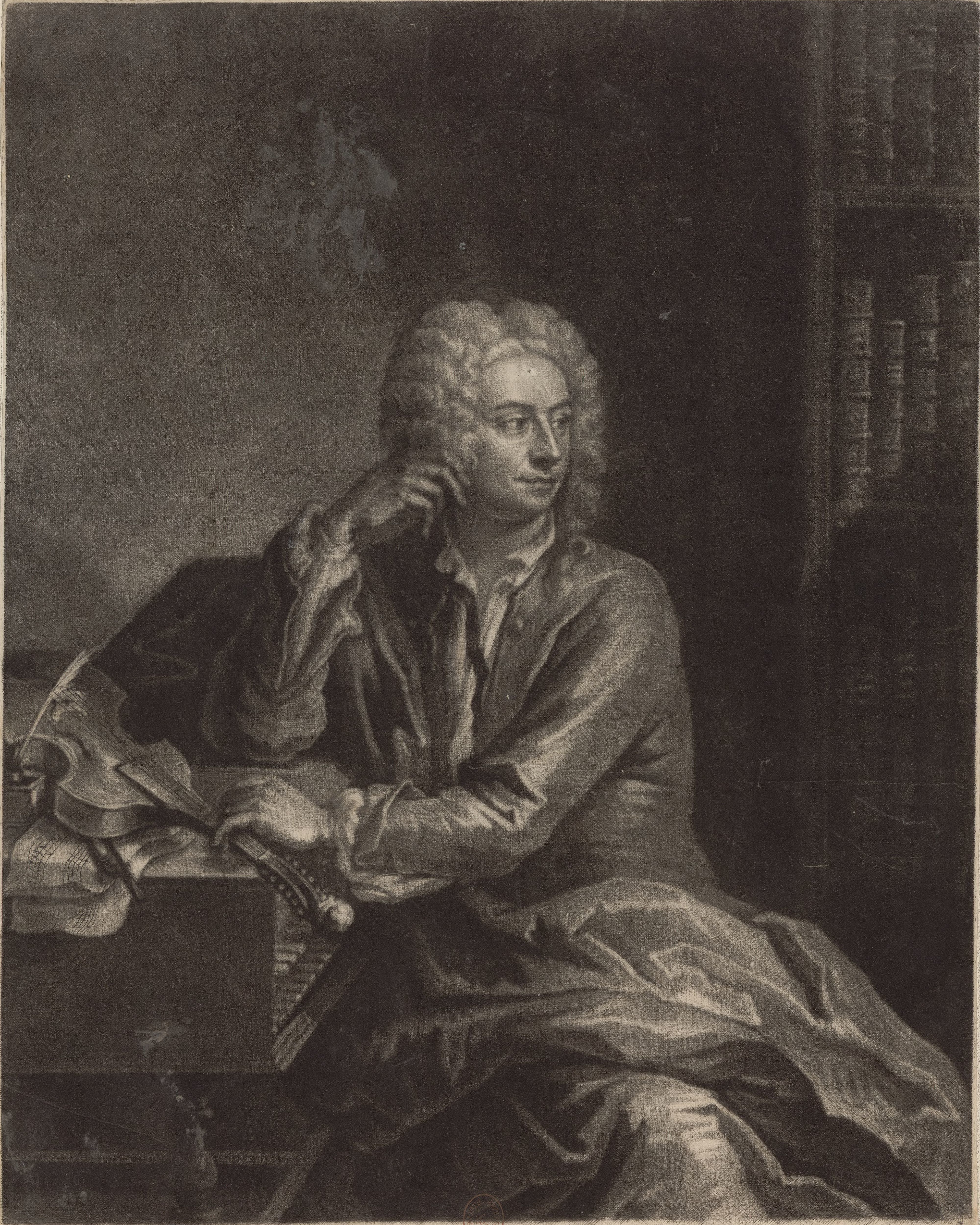
Attilio Ariosti

- 18 avril : Jean-Féry Rebel, compositeur et violoniste français († 2 janvier 1747).
- 25 avril : Johann Heinrich Buttstett, compositeur, organiste et théoricien allemand († 1er décembre 1727).
- 19 juin : Paris Francesco Alghisi, compositeur et organiste italien († 30 mars 1733).
- 5 novembre : Attilio Ariosti, compositeur italien († 1729).
- 25 novembre : Giuseppe Giovanni Guarneri, luthier italien († vers 1740).
- 5 décembre : Francesco Scarlatti, compositeur italien († vers 1741).

Date indéterminée :
- Miguel de Ambiela, compositeur espagnol († 29 mars 1733).

## Décès

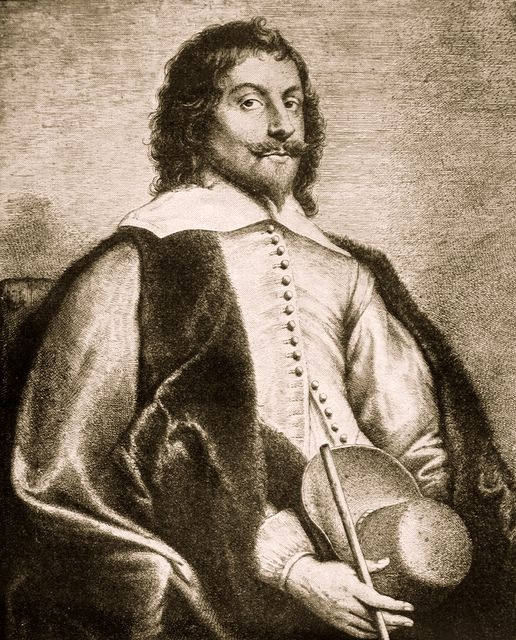
Nicholas Lanier

- 24 février : Nicholas Lanier, compositeur, chanteur, luthiste et peintre anglais (° 10 septembre 1588).
- 6 mai : Paul Siefert, organiste et compositeur allemand (° 28 juin 1586).
- 30 juin : Adam Krieger, compositeur et organiste allemand (° 7 janvier 1634).